# 1,3-Thiazolidin-4-carbonsäure
1,3-Thiazolidin-4-carbonsäure ist ein Thiazolidin-Derivat mit einem Carboxysubstituenten in α-Stellung zur Aminogruppe. Die Verbindung gehört somit zu den heterocyclischen sekundären α-Aminosäuren. Das Strukturelement der 1,3-Thiazolidin-4-carbonsäure findet man in einer Reihe von pharmazeutischen Wirkstoffen, insbesondere bei den Penicillinen.

## Synthese
Die Synthese von 1,3-Thiazolidin-4-carbonsäure wurde erstmals 1936 von Maxwell P. Schubert und unabhängig davon 1937 von Hans Thacher Clarke beschrieben. Die Verbindung bildet sich bei der Umsetzung von Formaldehyd mit einer äquimolaren Menge Cystein in Salzsäure. Nähere Untersuchungen zeigen, dass zunächst eine Addition von Formaldehyd an die Thiolgruppe erfolgt, mit anschließender Cyclisierung mit der Aminogruppe unter Wasserabspaltung.

## Stereochemie
1,3-Thiazolidin-4-carbonsäure ist eine chirale Verbindung mit zwei Enantiomeren.
| Isomere der 1,3-Thiazolidin-4-carbonsäure |                                    |                                    |
| Name                                      | (4S)-1,3-Thiazolidin-4-carbonsäure | (4R)-1,3-Thiazolidin-4-carbonsäure |
| Andere Namen                              | D-Thiazolidin-4-carbonsäure        | L-Thiazolidin-4-carbonsäure        |
| Strukturformel                            | (4S)-1,3-Thiazolidin-4-carbonsäure | (4R)-1,3-Thiazolidin-4-carbonsäure |
| CAS-Nummer                                | 45521-09-3                         | 34592-47-7                         |
| CAS-Nummer                                | 444-27-9 (DL)                      |                                    |
| EG-Nummer                                 | 256-240-3                          | 252-106-3                          |
| EG-Nummer                                 | 207-146-6 (DL)                     |                                    |
| ECHA-Infocard                             | 100.051.111                        | 100.047.355                        |
| ECHA-Infocard                             | 100.006.498 (DL)                   |                                    |
| PubChem                                   | 198253                             | 93176                              |
| PubChem                                   | 9934 (DL)                          |                                    |
| DrugBank                                  | –                                  | DB02846                            |
| DrugBank                                  | DB12856 (DL)                       |                                    |
| Wikidata                                  | Q27133347                          | Q27093808                          |
| Wikidata                                  | Q23637400 (DL)                     |                                    |

## Eigenschaften und Verwendung
1,3-Thiazolidin-4-carbonsäure besitzt hepatoprotektive (leberschützende), anticancerogene und Anti-Aging-Eigenschaften. Die Verbindung wird unter der Bezeichnung TIMONACIC als Inhaltsstoff in kosmetischen Produkten zur Hautpflege eingesetzt.